# Hans-Joachim Weise
Rudolf Hans-Joachim Weise (ur. 15 listopada 1912 w Charlottenburgu, zm. 24 lutego 1991 w Celle) – niemiecki żeglarz sportowy, medalista olimpijski. 
Podczas letnich igrzysk olimpijskich w Berlinie (1936) zdobył, wspólnie z Peterem Bischoffem, złoty medal w żeglarskiej klasie Star. Był to jedyny złoty medal w żeglarstwie zdobyty dla Niemiec w Kilonii, gdzie odbywały się zawody żeglarskie.